# SC Weismain-Obermain
SCW Obermain 2004 e.V. é uma agremiação alemã, fundada em 1922, sediada em Weisman, na Baviera.

## História
O clube foi formado, em 1922, como FC Weismain, mudando sua intitulação para SC Weismain após a Segunda Guerra Mundial, permanecendo assim até 2004.
Na maior parte de sua trajetória, permaneceu nas disputas locais. Sua ascensão teve início em 1982, quando foi promovido para a A-Klasse (VI). Posteriormente, avançou para a Bezirksliga e a Landesliga Bayern-Nord (IV) em 1985. Nas seguintes dez temporadas, se manteve nesse campeonato, terminando quase que exclusivamente na metade superior da tabela. Um terceiro lugar em 1987-1988 foi sua melhor colocação.
Com o estabelecimento da Regionalliga Süd, em 1994, os melhores clubes da Oberliga Bayern adentraram na nova liga, permitindo, assim, que os melhores da Landesliga fizessem parte da Oberliga. Na temporada seguinte, o Weismain conseguiu vencer sua divisão e ganhar a promoção para a Bayernliga (IV). Uma grande parte dessa conquista se deve ao apoio de Alois Dechant, proprietário de uma empresa de construção local e financiador. Ele também promoveu a extensão do estádio para o seu tamanho atual.
O Weismain promoveu uma campanha impressionante na primeira temporada da Bayernliga, vencendo o campeonato e conquistando a promoção direta à Regionalliga (III). Em suas duas primeiras temporadas, o clube terminou no meio da tabela, mas na terceira, ocorreu o fim do "milagre", terminando em 17º e sendo rebaixado para a Bayernliga.
A associação sofreu um colapso durante a temporada 1999-2000, tendo que retornar à Landesliga tão rapidamente quanto subira. Nessa fase, Alois Dechant e sua empresa estavam sofrendo financeiramente e ele finalmente foi obrigado declarar falência. 
Embora ainda terminando em quinto lugar na Landesliga, em 2001, na segunda temporada houve outro rebaixamento, dessa vez para a Bezirksoberliga Oberfranken. O ACS conseguiu o acesso imediato, mas devido ao iminente colapso financeiro, foi rebaixado.
O time poderia ter atuado na temporada 2004-2005 na Bezirksoberliga, mas por conta da insolvência acabou dissolvido.
Porém, um novo clube nasceu, agora chamado de ACS Obermain, mas ainda jogando no mesmo estádio. Com a insolvência, havia perdido todos os seus jogadores e só foi capaz de montar uma equipe, porque os atletas de mais de 40 anos estavam dispostos a ajudar. O time então disputou a Lichtenfels A-Klasse 2 (X), a divisão menor do futebol local.
O novo clube fez uma lenta recuperação, conseguindo vencer sua divisão, em 2007, se deslocando à Kreisklasse.

## Títulos

### Ligas
- Oberliga Bayern (IV) 
  - Campeão: 1996;
- Landesliga Bayern-Nord (V) 
  - Campeão: 1995;
- Bezirksoberliga Oberfranken (VI) 
  - Campeão: (2) 1997‡, 2003;
- Bezirksliga Oberfranken-West
  - Campeão: 1995;‡

- ‡ Time reserva

## Cronologia recente
A recente performance do clube:
| Temporada | Divisão                     | Módulo | Posição |
| 1999–2000 | Oberliga Bayern             | IV     | 17º ↓   |
| 2000–01   | Landesliga Bayern-Nord      | V      | 5º      |
| 2001–02   | Landesliga Bayern-Nord      | V      | 15º ↓   |
| 2002–03   | Bezirksoberliga Oberfranken | VI     | 1º ↑    |
| 2003–04   | Landesliga Bayern-Nord      | V      | 18º ↓   |
| 2004–05   | A-Klasse Lichtenfels 2      | X      | 10º     |
| 2005–06   | A-Klasse Lichtenfels 2      | X      | 9º      |
| 2006–07   | A-Klasse Lichtenfels 2      | X      | 1º ↑    |
| 2007–08   | Kreisklasse Coburg 2        | IX     | 8º      |
| 2008–09   | Kreisklasse Coburg 2        | X      | 5º      |
| 2009–10   | Kreisklasse Coburg 2        | X      | 12º     |
| 2010–11   | Kreisklasse Coburg 2        | X      | 10º     |
| 2011–12   | Kreisklasse Coburg 2        | X      | º       |